# Where U At
"Where U At" é uma canção do cantor sul-coreano Taeyang, lançada em formato de single digital em 15 de outubro de 2009 e posteriormente inserida em Solar (2010), álbum de estreia de Taeyang. A canção foi composta por Teddy Park, que realiza uma participação com letras de rap e foi produzida pelo mesmo juntamente com Taeyang. Liricamente, "Where U At" descreve uma pessoa que sente a falta de um futuro amor que vive em algum lugar do mundo.    

## Antecedentes e promoção
Originalmente, a canção "Where U At" foi planejada para servir como uma introdução ao álbum Solar, sendo apresentada como um vídeo teaser, entretanto, após a YG Entertainment ver a dança e a coreografia realizadas por Taeyang, decidiu-se que a canção se tornaria um single digital, com lançamento para outubro de 2009. Devido seu lançamento ter sido próximo a data de lançamento da canção "Wedding Dress", e as atividades promocionais de Taeyang em razão disso, estarem planejadas para o mês de novembro do mesmo ano, a YG Entertainment divulgou a informação que não havia planos para promover "Where U At", mas devido sua recepção positiva, Taeyang realizou uma única apresentação da canção no programa de música Inkigayo da SBS em 25 de outubro.

## Vídeo musical
O vídeo musical de "Where U At" apresenta Taeyang executando uma coreografia com os coreógrafos-dançarinos Lyle Beniga e Shaun Evaristo, em um beco. Teddy Park realiza uma aparição no vídeo musical, vestindo um casaco de couro em uma moto. Durante a produção, Taeyang se veste de preto juntamente os dançarinos, mudando posteriormente para branco enquanto dançam. Em suas cenas finais, os dançarinos se afastam e Taeyang caminha sozinho pelo beco olhando para uma garota, em uma prévia para o vídeo musical de "Wedding Dress".

## Desempenho nas paradas musicais
"Where U At" foi lançada durante o ano de 2009, quando a Associação da Indústria Musical da Coreia (MIAK) havia encerrado a compilação dos dados da parada musical coreana em 2008. A canção realizou sua entrada na recém-criada parada da Gaon, na semana correspondente de 27 de junho a 3 de julho de 2010, posicionando-se em número 93 na Gaon Download Chart, no ano seguinte a seu lançamento digital e como parte da lista de faixas do álbum Solar.

### Posições
| Paradas (2010)                             | Melhor posição |
| ------------------------------------------ | -------------- |
| Coreia do Sul (Gaon Weekly Download Chart) | 93             |